# Зманово (Борисоглебский район)
Зманово — деревня в Борисоглебском районе Ярославской области.
Население на 1 января 2007 — 28 человек.

## География
Реки — Устье и её притоки Ильма (правый) и Дериножка (левый).